# Le Blanc
Le Blanc é uma comuna francesa na região administrativa do Centro, no departamento Indre. Estende-se por uma área de 57,51 km². Em 2010 a comuna tinha 6 541 habitantes (densidade: 113,7 hab./km²).